# 市立札幌藻岩高等学校
市立札幌藻岩高等学校（しりつさっぽろもいわこうとうがっこう、Shiritsu Sapporo Moiwa High School）は、北海道札幌市南区にある公立（市立）の高等学校。校訓は文武両道で、環境教育にも力を入れている。その例として近年ではラブアースクリーンアップin北海道などに参加。また、生徒会執行部ではインクカートリッジ里帰りプロジェクトに参加し、常時生徒や教職員から回収するなど、活発な活動が日々行われている。
2027年度に市立札幌啓北商業高等学校と統合再編されることになっている。

## 沿革
- 1972年8月16日 - 市立高等学校を札幌市南区川沿町に設置することを決定する。
- 1972年9月20日 - 市立高等学校を昭和48年（1973年）度から札幌市立中央中学校を仮校舎として4学級で開校することに決定する。
- 1972年11月28日 - 新設する市立高等学校の校名を「北海道札幌藻岩高等学校」と決定する。
- 1973年2月16日 - 校章を決定する。
- 1973年4月1日 - 北海道札幌藻岩高等学校として開校。
- 1973年4月10日 - 開校式並びに第1回入学式を挙行する。
- 2003年9月19日 - 創立30周年記念式典を挙行する。
- 2018年4月1日 - 札幌市立学校設置条例が改正、施行され、市立札幌藻岩高等学校に改称。
- 2027年3月31日 - 同日付での廃校が決定しており、他校との統廃合を経て再編新設校となる予定[1]。

## 施設
- 本校舎
- 体育裏
- 格技室
- グラウンド(陸上トラック、野球場、サッカーコート、テニス場、鉄棒広場)
- 駐車場
- 駐輪場

## 部局
- 生徒会執行部
- 放送局
- 新聞局
- 図書局

### 文化系部活
- 美術部
- スピーチ・文芸部
- 華道部
- 茶道部
- 書道部
- ユネスコ・ボランティア部
- イラスト部
- ホームサイエンス部
- 演劇部
- 写真部
- フィールドサイエンス部
- 合唱部

### 体育系部活
- 柔道部
- サッカー部
- 男子テニス部
- 女子テニス部
- 男子バドミントン部
- 女子バドミントン部
- 男子バスケットボール部
- 女子バスケットボール部
- 男子バレーボール部
- 女子バレーボール部
- 陸上部
- 剣道部
- 卓球部
- 野球部
- ワンダーフォーゲル部

## 特徴
- 平成21年度地球温暖化防止活動環境大臣表彰（環境教育・普及啓発部門）[2]
- さっぽろこども環境コンテスト2019参加

## 著名な出身者

### 政界
- 杉村太蔵（衆議院議員）- 1998年3月卒業[3]

### 財界
- 辻中雄二郎（まんだらけ代表取締役社長） - 1990年3月卒業

### 文化・芸能
- 大泉洋（俳優、タレント、TEAM NACS）- 1992年3月卒業
- 松原大典（声優、タレント、青二プロダクション）- 2003年3月卒業
- 梛野素子（スタントウーマン）- 1991年3月卒業
- 金田一仁志（タレント）
- 金井夕子（歌手）- 1977年3月卒業
- やまだひさし（ラジオDJ、ナレーター）- 1985年3月卒業
- 渡邊晃一（美術家・福島大学教授）- 1985年3月卒業
- 菊地創（作曲家）- 1997年3月卒業　eufoniusのトラックメーカー
- DICK（ミュージシャン、MONKEY MAJIK）- 1996年3月卒業
- coba84（ミュージシャン）- 1999年3月卒業
- 谷本聡子（ピアニスト、札幌大谷短大教授）
- 青山千景（フリーアナウンサー、リポーター、観光活動家）
- 林家きよ彦（落語家）
- 川合亮太（お笑い芸人、シティホテル3号室）

### 放送
- 千葉朱里（現・松尾朱里）（元北海道文化放送アナウンサー）- 1992年3月卒業

### マスコミ
- 梯久美子（ノンフィクション作家）
- 樋口聡（文筆家）- 1981年3月卒業

### スポーツ
- 武藤好貴（プロ野球選手、東北楽天ゴールデンイーグルス投手） - 2006年3月卒業
- 山崎まり（女子プロ野球選手、レイア、埼玉アストライア、兵庫ディオーネ、内野手）
- 東頭俊典（バスケットボール指導者）
- 川瀬浩太（プロサッカー選手）
- 高嶺朋樹（プロサッカー選手、柏レイソルMF）
- 松永宏信（プロボクサー）